# 塞恩乔阿加奥恩
塞恩乔阿加奥恩（Senchoa Gaon），是印度阿萨姆邦Jorhat县的一个城镇。总人口7366（2001年）。

## 人口
该地2001年总人口7366人，其中男性3963人，女性3403人；0—6岁人口703人，其中男388人，女315人；识字率81.96%，其中男性为82.41%，女性为81.43%。